# Friedrich von Schmidt
Friedrich von Schmidt, né le 22 octobre 1825 à Frickenhofen en Wurtemberg et mort le 23 janvier 1891 à Vienne (Autriche), est un architecte allemand de style néogothique. Il a effectué une partie importante de sa carrière à Vienne, notamment durant la période de construction des grands monuments du Ring. Il a été fait citoyen d'honneur de la capitale autrichienne et une statue à son effigie est installée devant l'hôtel de ville, construit sur ses plans entre 1872 et 1883.

## Biographie

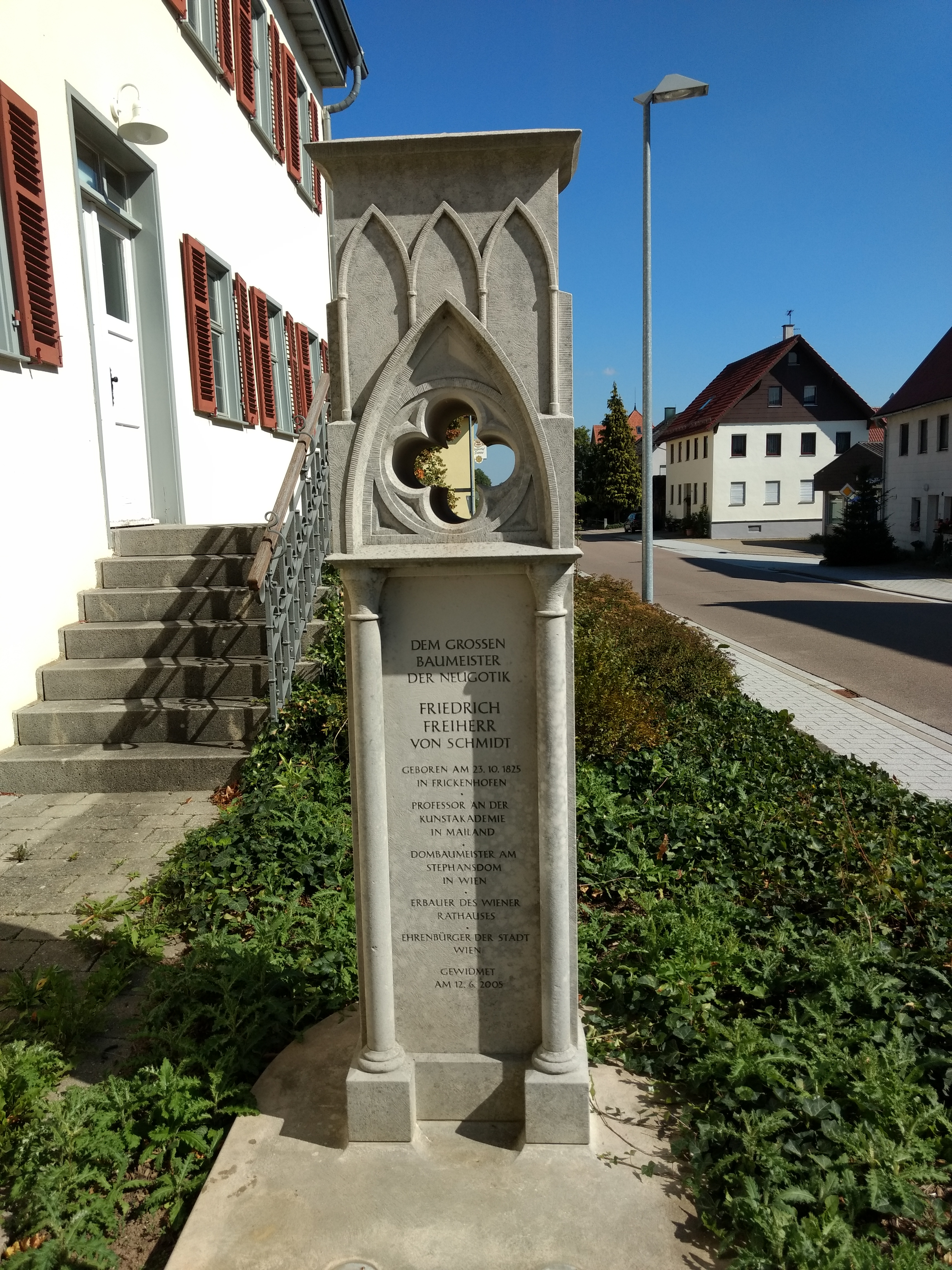
Monument à Frickenhofen.

Fils de pasteur, Schmidt à partir de 1840 suit une formation de tailleur de pierre et étudie à l'école polytechnique de Stuttgart en se spécialisant dans l'enquête des monuments gothiques en Souabe auprès d'Adolf Breymann (de). En 1843, il rejoint les ateliers de la cathédrale de Cologne, pour être rapidement promu comme maître d'œuvre. Il a passé son maîtrise en 1848 et a été nommé membre de l'académie d'architecture de Berlin en 1856.
Dès le début, il s'occupa activement de la restauration des constructions médiévales, notamment des édifices religieux. À Cologne, ses recherches sur l'art gothique ont été entachées par des divergences avec le maître de chantier de la cathédrale, Ernst Friedrich Zwirner ; notamment à cause de sa foi protestante. De même, sa candidature en tant que professeur à l'école polytechnique de Karlsruhe a été rejetée en 1854.
L'année suivante, il est l'un des lauréats du concours d'architecture organisé pour l'église votive de Vienne. Remarqué par l'archiduc Ferdinand Maximilien de Habsbourg, il est appelé à l'académie de Brera, école supérieure d'enseignement artistique située à Milan en Lombardie, par le ministre Leo von Thun. En 1859, Schmidt se convertit au catholicisme.

L'hôtel de ville de Vienne, conçu par Friedrich von Schmidt.

Professeur de l'architecture du Moyen-Âge à l'académie des beaux-arts de Vienne depuis 1859, il se positionne ainsi comme une autorité dans la formation d'architectes, conjointement avec August Sicard von Sicardsburg. Ses projets sacrés et profanes l'ont rendu un des architectes les plus importants de l'époque du Gründerzeit. En 1862, il a pris la direction du chantier de la cathédrale Saint-Étienne. Lors de la restauration, il a attaché de l'importance sur la conservation des parties d'origine des bâtiments. Ses élèves ont été, entre autres, les architectes hongrois Frigyes Schulek et Imre Steindl.
En 1872, l'institut des architectes britanniques à Londres lui a décerné la médaille d'or royale. Schmidt fut admis en 1886 dans la noblesse autrichienne avec le titre de Freiherr (baron). En 1889, il a été nommé membre de la chambre des seigneurs du Conseil d'Empire.
Il est décédé à l'âge de 65 ans en 1891 et fut enterré dans une tombe d'honneur (Ehrengrab) au cimetière central de Vienne. L'année suivante a été publiée sa première biographie, écrite par August Reichensperger.

## Bâtiments et constructions majeures
- 1863–1866 : l'Akademisches Gymnasium de Vienne ;
- 1866–1882 : la cathédrale Saint-Pierre de Đakovo ;
- 1869–1873 : cathédrale Saint-Florin de Vaduz ;
- 1872–1883 : l'hôtel de ville de Vienne ;
- 1880 : la chapelle du château de Wernigerode ;
- 1882–1891 : la cathédrale Saint-Pierre-et-Saint-Paul de Pécs ;
- 1881–1890 : reconstruction du château de Karlštejn.